# Manuel Iñarra
Manuel Venancio Iñarra Fernández (Gijón, 1971) es un político español. Desde febrero de 2023 es el coordinador regional de Ciudadanos en Asturias, así como el candidato de dicha formación en las elecciones a la Junta General del Principado de Asturias de mayo de 2023, en las que no obtuvo representación.

## Biografía
Manuel Iñarra nació en Gijón en 1971 y estudió Magisterio en la Universidad de Oviedo. Trabajó para el equipo Spainair en el Aeropuerto de Asturias y en una empresa metalúrgica. Desempeñó cargos como maestro en colegios concertados.

## Vida política
En 2007 se une al recién creado partido UPyD. En febrero de 2014 se convierte en su coordinador municipal en Gijón y es elegido candidato a la alcaldía en las elecciones municipales de mayo de 2015, pero dimitió junto a toda su formación en abril de 2015, y fue sustituido por Pablo López García. Iñarra fue incluido segundo en la lista electoral de Ciudadanos. Solo conseguiría puesto de concejal en el Ayuntamiento de Gijón Fernández Sarasola. 
Desde el 17 de julio de 2019 hasta el 3 de marzo de 2023 fue coordinador municipal de Ciudadanos en Gijón. Aunque no fuera concejal en el pleno del Ayuntamiento de Gijón en la Corporación 2019-2023, su partido fue clave en la oposición al gobierno de Ana González. Le sustituyó en el cargo Alfonso Ruisánchez. El candidato de Ciudadanos en las elecciones municipales de Gijón de 2023, José Carlos Fernández Sarasola, incluyó a Iñarra de manera simbólica en las listas electorales.
Debido a la negativa de la portavoz de Ciudadanos en la Junta General, Susana Fernández, de presentarse como coordinadora del partido en Asturias tras la salida del tránsfuga Ignacio Cuesta, Manuel Iñarra se convierte en el único candidato a liderar el partido. Es elegido el 8 de febrero de 2023, y, al mismo tiempo, se convierte en candidato de Ciudadanos a la presidencia del Principado de Asturias en las elecciones autonómicas de mayo de 2023.
En las elecciones autonómicas Iñarra consigue el 0,92% de los votos y no logra escaño en la Junta General. El mejor y único resultado de Ciudadanos en las elecciones celebradas el 28 de mayo en Asturias fue una concejala en el Ayuntamiento de Parres.